# Abrotanella patearoa
Abrotanella patearoa là một loài thực vật có hoa trong họ Cúc. Loài này được Heads mô tả khoa học đầu tiên năm 1999.